# Lijst van producties van Albert Verlinde Entertainment
Dit is een chronologische lijst van Nederlandse producties die geproduceerd zijn door Albert Verlinde Entertainment (2011–2014) en diens voorganger onder de naam V&V Entertainment (1999–2011).
Vanaf 1 januari 2015 zijn de bedrijven Albert Verlinde Entertainment en Stage Entertainment/Joop van den Ende Theaterproducties samengegaan en vanaf dat moment heet het bedrijf Stage Entertainment Nederland. Op 1 december 2020 trad hij uit dienst.
Sinds 2021 is Albert Verlinde weer werkzaam in zijn bedrijf Albert Verlinde Producties met producties als Dagboek van een Herdershond.

## Musicals
| Productie                                           | Première                                            | Laatste voorstelling                                  | Rollen en uitvoerenden |
| --------------------------------------------------- | --------------------------------------------------- | ----------------------------------------------------- | --- |
| Piaf                                                | 11 oktober 1999, Koninklijke Schouwburg, Den Haag   | 2001                                                  | - Édith Piaf: Liesbeth List - Marcel Cerdan: Casper van Bohemen - Toine, Marlene Dietrich: Metta Gramberg, Inge Ipenburg - Gastheer: Hans Cornelissen - Overige rollen: Bart van Gerwen, Michel Sorbach, Paola Verbij, Jurrian van Dongen |
| Little Shop of Horrors                              | 6 november 2000, Schouwburg Tilburg, Tilburg        | 2001                                                  | - Audrey: Joke de Kruijf - Simon: Thomas van Luyn - De Plant: Bill van Dijk - Meneer Mushmik: Clous van Mechelen - De Tandarts/ overige rollen: Dennis van de Klundert - De Bloemenmeisjes Roos, Fleur & Viola: Annick Boer, Daniela Oonk & Anne-Marie Jung |
| Marlène Dietrich                                    | 4 februari 2002, Schouwburg, Leiden                 | 27 december 2002, Koninklijke Schouwburg, Den Haag    | - Marlène Dietrich: Jasperina de Jong - Vivian Hoffman: Doris Baaten |
| Nonsens!                                            | 27 januari 2003, Schouwburg en Concertzaal, Tilburg | 2003                                                  | - Moeder Overste: Gerrie van der Klei, Nelly Frijda - Zuster Roberta Anna: Marjolein Keuning, Elle van Rijn - Zuster Marie Amnesia: Annick Boer - Zuster Huberta: Anne-Marie Jung - Zuster Leonora: Daniela Oonk, Hilke Bierman |
| Kunt u mij de weg naar Hamelen vertellen, mijnheer? | 13 oktober 2003, Schouwburg Tilburg, Tilburg        | 17 november 2004                                      | - Bertram Bierenbroodspot: René van Kooten - Lidwientje Walg: Chantal Janzen, Brigitte Nijman - Lidwina Walg/ Koningin: Loeki Knol - Gruizel Gruis/ Guurt van Grasp/ Rattenvanger: Michel Sorbach - IJsheks Wenzela/ moeder van Hilletje: Ellis van Laarhoven - Prinses Madelein/ Lidwina's dochter: Kim-Lian van der Meij, Aukje van Ginneken, Jeannie Charlene - Ambtenaar Ogterop/ Burgemeester Walg: Jan Elbertse, Erik Brey - Hildebrandt Brom/ Prins Roelof: Maarten Wansink, Han Oldigs - Aernout Koffij/ Prins Koen Hilletje: Job Schuring - Prins Tor/ Rekenmeester Spicht: Danny Rook, Arnost Kraus - Hilletje: Suzan Seegers, Silvia Robbermont - Barend: Martin Stritzko |
| Het Hemelbed                                        | 17 november 2003, Stadsschouwburg, Amsterdam        | 2004                                                  | - Hilde: Liesbeth List - Robert: Jos Brink |
| Nonsens - Lieve Heren                               | 19 april 2004, De Meerse, Hoofddorp                 | 2004                                                  | - Moeder Overste: Frans Mulder - Zuster Roberta Anna: Erik Brey - Zuster Marie Amnesia: Jon van Eerd - Zuster Huberta: Perry Dossett - Zuster Leonora: Duncan Anepool |
| Hello Dolly                                         | 21 november 2004, Stadsschouwburg, Eindhoven        | 2005                                                  | - Dolly Levi: Willeke Alberti - Horace Vandergelder: Jos Brink - Barnaby Tucker: Jamai Loman - Irene Molloy: Marleen van der Loo - Cornelius Hackl: Barend van Zon, Armand Pol - Rudolph Streisenweber/ rechter: Armand Pol, Peter Stoelhorst - Minny Fay: Melise de Winter - Ambrose Kemper: Nick Fleuren - Ermengarde: Manon Novak - Ernestina Money: Vannessa Timmermans - Stanley: Peter Stoelhorst |
| Annie                                               | 23 oktober 2005, Schouwburg Tilburg, Tilburg        | 4 maart 2007, Efteling Theater, Kaatsheuvel           | - Annie: wisselende bezetting - Oliver 'Daddy' Warbucks: Edwin Rutten, Raymond Kurvers - Miss Hannigan: Loeki Knol, Maja van den Broecke - Grace Farell: Wieneke Remmers, Renée van Wegberg, Vanessa Timmermans - Lilly Waldorf: Melise de Winter, Saar Bressers - Rooster Hannigan: Michel Sorbach, Armand Pol - President F.D. Roosevelt/ Lt. Ward: Raymond Kurvers, Zjon Smaal |
| Ti-ta-tovenaar, de musical (i.s.m. De Efteling)     | 27 november 2005, Efteling Theater, Kaatsheuvel     | 26 maart 2006, Efteling Theater, Kaatsheuvel          | - Tita Tovenaar: Erik Brey, Job Schuring - Tika: Manon Novak, Madelon van der Poel - Kwark: Rop Verheijen, William Spaaij - Grobbema: Jette van der Meij, Ellis van Laarhoven - Grobelia: Anne-Mieke Ruyten, Ellis van Laarhoven - Opa Tovenaar: Harry Slinger, Job Schuring - Tom de Tuinman: Joris Lutz , William Spaaij - Broer de Grobbebol: Thijs van Aken - Geeltje de Grobbebol: Dieter Jansen |
| Als op het Leidseplein...                           | 29 november 2005, Stadsschouwburg Velsen, IJmuiden  | 2006                                                  | - Jacques van Tol: Jos Brink - Willemien Schreurs & Jans: Trudy Labij - Louis Davids: Han Oldigs - Heintje Davids: Irene Kuiper - René Sleeswijk & Max Blokzijl: Jan Elbertse - Wim Sonneveld & Peter Pech (Jan Hahn): Barend van Zon |
| Grease                                              | 22 oktober 2006, Theater aan de Parade, Den Bosch   | 29 juli 2007, Schouwburg Orpheus, Apeldoorn           | - Danny Zuko: Jim Bakkum, Levi van Kempen, William Spaaij - Sandy: Bettina Holwerda, Madelon van der Poel - Kenickie: William Spaaij, Nelo Schelle - Rizzo: Cystine Carreon, Regi Severins - Doody: Yves Adang, Stephan Holwerda, Paul Boereboom - Roger: Hein Gerrits, Nelo Schelle , Paul Boereboom - Sonny: Jurriaan Bles, Stephan Holwerda - Marty: Daphne Flint, Wendy Peters - Frenchy: Saar Bressers, Wendy Peters - Jan: Barbara de Wit, Wendy Peters - Miss Lynch & Wilma: Aafke van der Mey, Ottolien Boeschoten - Eugene: Boris Schreurs, Stephan Holwerda - Vince Fontaine & Teen Angel: Martin Stritzko, Nelo Schelle - Patty: Lonneke Hinnen, Madelon van der Poel - Cha-Cha: Barbara Hol, Regi Severins |
| Doe Maar!                                           | 28 januari 2007, Schouwburg Tilburg, Tilburg        | 25 november 2007, De Kunstmin, Dordrecht              | - Janis: Kim-Lian van der Meij - Flora: Lenette van Dongen - Alice: Dorien Haan - Arent: Jan Rot - Rits: Daniël Boissevain - Ria: Annick Boer - Rob: Jan Elbertse - Alice: Doerien Haan - Tommie: Rein Hofman, Bart Rijnink, Tommie Luyben |
| Assepoester (i.s.m. De Efteling)                    | 24 november 2007, Efteling Theater, Kaatsheuvel     | 24 maart 2008, Efteling Theater, Kaatsheuvel          | - Assepoester: Dominque van Hulst (Do), Lonneke Hinnen - Prins Christiaan: Jaap Strijker, Mark van Beelen - Goede Fee: Loeki Knol, Helen Geets - Koning Maximiliaan: Koen Crucke, Nick Fleuren - Koningin Constantia: Melise de Winter, Helen Geets - Stiefmoeder: Esther Roord, Lonneke Hinnen - Stiefzuster Medusa: Marike Folles, Francis van Druten - Stiefzuster Cilly: Britt Lenting, Renske Hoeksema - Hofmaarschalk Leonard: Barend van Zon, Mark van Beelen |
| Billie Holiday                                      | 17 december 2007, Leidse Schouwburg, Leiden         | 17 mei 2008, Koninklijk Theater Carré, Amsterdam      | - Billie Holliday: Ruth Jacott - Overige rollen Edwin Jonker, Casper Grimbrère & Samora Bergtop |
| Fame, de musical                                    | 20 januari 2008, Schouwburg Tilburg, Tilburg        | 22 november 2008, Theater De Meervaart, Amsterdam     | - Nick Piazza: Jim Bakkum, Wouter van Schaaijk - Serena Katz: Daphne Flint, Cindy Bell, Nadine Nijman - Carmen Diaz: Kim-Lian van der Meij, Cystine Carreon, Bettina Holwerda, Talita Angwarmasse - Joe Vegas: William Spaaij, Stephan Holwerda - Tyrone Jackson: Juvani Richardson, Boris Schreurs - Schlomo Metzenbaum: Hein Gerrits, Yves Adang - Mabel Washington: Talita Angwarmasse, Wendy Peters - Mevrouw Esther Sherman: Doris Baaten, Ellis van Laarhoven - Mevrouw Maggie Bell: Joyce Stevens, Ellis van Laarhoven - Meneer Stein: Dick Schaar, Tim Van der Straeten - Iris Kelly: Soetkin Jacobs, Ilse Schmeitz - Grace Lamb: Regi Severins, Cindy Bell - Goodman King: Stephan Holwerda, Tommie Luyben |
| The Sound of Music (i.s.m. De Efteling)             | 28 september 2008, Efteling Theater, Kaatsheuvel    | 31 januari 2010, Efteling Theater, Kaatsheuvel        | - Maria Rainer: Wieneke Remmers, Anouk Maas - Kapitein Georg von Trapp: Rein Kolpa, Hans Lemmen - Liesl von Trapp: Anouk Maas, Alexandra Alphenaar, Marit Slinger, Simone Breukink - Max Dettweiler: Koen Crucke, Zjon Smaal - Elsa Schraeder: Ellis van Laarhoven, Inge Ipenburg, Kirsten Cools, Eefje Thomassen - Rolf Grüber: Steven Colombeen, Martijn Egelmeer - Moeder Overste: Jackie van Oppen, Barbara van den Eerenbeemt |
| Sprookjesboom op Reis                               | 8 oktober 2008, Theater de Lievekamp, Oss           | 27 september 2009, Efteling Theater                   | - Roodkapje & Heks: Marike Folles - Grote Boze Wolf & Klein Duimpje & Fakir: Koen Iking - Geitje Benjamin & Draak: Nienke van Hassel - Langnek & Ezel & Ko Kabouter: Mark Haayema |
| Piaf                                                | 27 oktober 2008, Koninklijke Schouwburg, Den Haag   | 2 november 2009, Theater Carré, Amsterdam             | - Édith Piaf: Liesbeth List - jonge Édith Piaf: Daphne Flint - Momone: Esther Roord - Marcel Cerdan, Angelo, e.a.: Geert Hoes - Maurice Chevalier, Theo Sarapo, e.a.: Ara Halici, William Spaaij - Louis Leplée, Jacques Pills, Henri, e.a.: Jan Elbertse, Addo Kruizinga - Pierre (Piaf's manager): Raymond Kurvers, Rein Kolpa - Madaleine: Eliane Feijen |
| Footloose                                           | 1 februari 2009, Schouwburg Tilburg, Tilburg        | 7 juli 2009, Parktheater, Eindhoven                   | - Ren McCormack: William Spaaij, Vincent de Lusenet - Ariel Moore: Kim-Lian van der Meij, Cindy Bell - Dominee Shaw Moore: Jeroen Phaff, Michel Sorbach - Vi Moore: Marleen van der Loo, Janke Dekker, Joyce Stevens - Rusty: Talita Angwarmasse, Britt Lenting - Urleen: Nadine Nijman, Jantien Euwe - Wendy-Jo: Nicky van der Kuyp, Barbara Hol - Willard: Roy Kullick, Sjoerd Oomen - Travis: Vincent de Lusenet, Jaap van Egeraat - Chuck: Richard Rodermond, Sjoerd Oomen - Lyle: Evert Jan Korving, Frank Beurskens - Ethel: Joyce Stevens, Barbara Hol - Wes: Michel Sorbach, Sjoerd Oomen - Elenor & Betty & Irene: Britt Lenting, Cindy Bell |
| Hairspray                                           | 27 september 2009, Nieuwe Luxor Theater, Rotterdam  | 3 mei 2010, Theater de Lievekamp, Oss                 | - Link Larkin: Jim Bakkum, William Spaaij, Paul Boereboom - Tracy Turnblad: Esmée van Kampen, Marike Folles - Edna Turnblad: Arjan Ederveen, Richard Groenendijk - Wilbur Turnblad: Dick Cohen, Arjen Busscher - Penny Pingleton: Cindy Bell, Barbera van der Kaay - Velma von Tussle: Ellis van Laarhoven, Britt Lenting - Amber von Tussle: Anouk Maas, Lonneke Hinnen - Motormouth Maybelle: Joanne Telesford, Pearl Jozefzoon - Corny Collins: Marcel Visscher, Richard Rodermond - Seaweed J. Stubbs: Marcel Rocha, Urvin Monte - Little Inez: Kelsey Blikslager, Dapheny Oosterwolde - Prudy Pringleton & Matron: Wieneke Remmers, Britt Lenting, Lonneke Hinnen - Meneer Pinky en Spritzer, Schoolhoofd, Bewaker: Arjen Busscher, Richard Rodermond |
| Ja zuster, nee zuster                               | 1 november 2009, Theater aan de Parade, Den Bosch   | 5 april 2010, Theater de Vest, Alkmaar                | - Zuster Klivia: Annick Boer, Melise de Winter - Gerrit/ Opa: Joep Onderdelinden, Roy Kullick - Buurman Boordevol: Ara Halici, Michel Sorbach - Jet: Dorien Haan, Marjolein Schoofs - Ingenieur: Rein Hofman, Mark Haayema - papegaai Lorre (stem): Paul de Leeuw - Hoofd/ Dirk/ Notaris: Michel Sorbach, Sjoerd Oomen - Mevrouw de Kneu: Melise de Winter, Barbara de Wit - Bobby: Roy Kullick, Louis van Dijk - Bertus: Mark Haayema, Louis van Dijk - De Jonkies: Sjoerd Oomen, Louis van Dijk, Eva van Rijn, Barbara de Wit, Marjolein Schoofs |
| Legally Blonde                                      | 10 oktober 2010, Schouwburg Tilburg, Tilburg        | 27 maart 2011, Koninklijk Theater Carré, Amsterdam    | - Elle Woods: Kim-Lian van der Meij, Madelon van der Poel - Emmett Forrest: Joey Schalker, Stephan Holwerda - Warner Huntington III: Roy van Iersel, Jurriaan Bles - Paulette Bonafonté: Laura Vlasblom, Britt Lenting - Professor Callahan: Raymond Kurvers, Sjoerd Oomen - Vivienne Kensington: Barbara Hol, Jente Slebioda - Enid Hoopes: Britt Lenting, Wendy Peters - Brooke Wyndham: Cindy Bell, Barbera van der Kaay - Margot: Madelon van der Poel, Lonneke Hinnen - Serena: Nicky van der Kuyp - Pilar: Dapheny Oosterwolde - Kyle & Dewey: Richard Rodermond |
| Toon, de musical                                    | 9 december 2010, Schouwburg Tilburg, Tilburg        | 24 mei 2011. Koninklijk Theater Carré, Amsterdam      | - Toon Hermans: Alex Klaasen - Pierrot/ Rietje Hermans: Wieneke Remmers, Céline Purcell - Fluitjesman/ Michael: Jan Elbertse - overige rollen: Eva Poppink, Tina de Bruin, Guy Clemens, Wouter Zweers |
| Dr. Dolittle                                        | 19 december 2010, Het Stadstheater, Zoetermeer      | 3 april 2011, Schouwburg Orpheus, Apeldoorn           | - Dr. John Dolittle: Edwin Rutten, Marc-Peter van der Maas - Emma Fairfax: Alexandra Alphenaar, Laurie Brons - Mathew Mugg: Roy Kullick, Martijn Engelmeer - Polynesia: Melise de Winter, Doerien Rozendaal - Albert Blossom/ Generaal Bellowes: Marc-Peter van der Maas, Hein Gerrits - Gub Gub/ Gertie Blossom: Doerien Rozendaal, Anouk Roolker - Dokter Noach/ Rufus Bellowes: Hein Gerrits, Lodewijk van Dijk - Jip/ ensemble: Martijn Engelmeer - Toggle/ ensemble: Lodewijk van Dijk - Douwmetrekku/ ensemble: Amber van Hardeveld - Chee Chee/ ensemble: Rohan van Beek, Lodewijk van Dijk - Sophie/ ensemble: Roos van Rossum - Ensemble: Mark van Haasteren, Anouk Roolker, Laurie Brons, Jolien Kistemaker |
| Spamalot, de musical                                | 14 april 2011, Nieuwe Luxor Theater, Rotterdam      | 19 juni 2011, Theater Orpheus, Apeldoorn              | - Sir Gallahad/ Dennis/ Zwarte Ridder: Paul Groot - Sir Lancelot/ spottende Fransoos/ Ridder van Ni/ Tim de Tovenaar: Owen Schumacher - Koning Arthur: Johnny Kraaijkamp jr. - Lady of the Lake (Dame van het Meer): Linda Wagenmakers - Sir Robin/ Broeder Maynard/ Wachter: Pepijn Gunneweg - De stem van God: Herman Finkers - Patsy/ Wachter/ Burgemeester: Nordin De Moor - Sir Bedevere/ Concorde/ Moeder van Gallahad: Bob Stoop - Herbert/ nog niet dode Fred/ Geschiedkundige/ Franse wachter/ Minstreel: Dieter Verhaegen - Ensemble: Steven Savelkoels, Suzanne de Bekker, Marlies Broeder, Bram Verhaak, Yoni Serlie, Daphne Denters, Laurenz Hoorelbeke, Jeanet Martherus, Frances de Jong, Joros de Beul, Peter Mylemans, Marjolein Schoofs |
| Daddy Cool                                          | 25 september 2011, Nieuwe Luxor Theater, Rotterdam  | 27 januari 2012, Schouwburg Het Park, Hoorn           | - Sunny: Ruben Heerenveen, Urvin Monte - Roos: Kim-Lian van der Meij, Nicky van der Kuyp - Pearl: Joanne Telesford, Peggy Sandaal - Linda: Jetty Mathurin - Esther ("Ma") Baker: Anne-Mieke Ruijten, Melise de Winter - Bennie: Allessandro Pierotti, Richard Rodermond Kevin van der Meer - Razta: Rogier Komproe, Mitch Wolterink, Urvin Monte - Dominee: David Goncalves - Daddy Cool Girls: Peggy Sandaal, Jeannine La Rose, Nicky van der Kuyp, Esri Dijkstra, Isabel Commandeur |
| Ramses, de musical                                  | 1 december 2011, Koninklijk Schouwburg, Den Haag    | 6 juni 2012, DeLaMar Theater, Amsterdam               | - de jonge Ramses Shaffy: William Spaaij - de oude Ramses Shaffy: Hans Hoes, Tom Jansen - Liesbeth List: Cindy Bell - Joop Admiraal: Thomas Cammaert - Edith: Lidewij Benus |
| Shrek de musical                                    | 4 november 2012, RAI Theater, Amsterdam             | 5 juli 2013, Stadsschouwburg Nijmegen, Nijmegen       | - Shrek: William Spaaij, Sjoerd Oomen - Prinses Fiona: Kim-Lian van der Meij, Anouk Maas, Barbera van der Kaay - Donkey (ezel): Rogier Komproe, Urvin Monte, Marcel Rocha - Heer Farquaad: Paul Groot, Jamai Loman, Nordin De Moor - Kleine Fiona: Vajèn van den Bosch, Stephanie Yavelow, Julia Nauta - Draak (stem): Berget Lewis - Roodkapje: Anouk Maas - Papa Oger/ Big: Sjoerd Oomen - Mama Oger/ Vrouw Holle: Renske Hoeksema - Rattenvanger/ Bisschop/ Wachter: Nordin De Moor - Boze Wolf/ Koning Herald: Marcel Visscher - Papa Beer/ Thelonious: Freek Heuvelmans - Goede Fee/ Koekje: Barbera van der Kaay - Beer: Nicky van der Kuyp - Koningin Lillian/ Heks: Maja van Honsté - Peter Pan: Matthew Michel - Big Steen: Pjotr Groenewoudt - Grietje/ ensemble: Valéry van Gorp - Aladdin/ swing: André Haasnoot - Pinokkio/ ensemble: Michael Nieuwenhuyze - Hans/ swing: Martijn van Voskuijlen - Lelijk Eendje: Sabine van Tiel - Zeemeermin/ swing: Manon Franken - Klein Duimpje/ ensemble: Yannick Plugers |
| Annie                                               | 25 november 2012, Theater aan de Parade, Den Bosch  | 9 mei 2013, Capitole Gent, Gent                       | - Annie: wisselende bezetting - Oliver 'Daddy' Warbucks: Tony Neef, Raymond Kurvers - Miss Hannigan: Gerrie van der Klei, Jenny Arean - Grace Farell: Maike Boerdam, Dorien Rozendaal - Lilly Waldorf: Cindy Bell, Natasha Willems - Rooster 'Haantje' Hannigan: Joey Schalker, Diederik Rep - President Roosevelt/ Lt. Ward: Raymond Kurvers, Nick Fleuren |
| The Buddy Holly Story                               | 3 februari 2013, Schouwburg Tilburg, Tilburg        | 1 juni 2013, Chassé Theater, Breda                    | - Buddy Holly: Tim Akkerman - Hipockets Duncan/ The Big Bopper: Frans van Deursen - Jingle Girl/ Rose Maddox: Alexandra Alphenaar - Maria Elena Santiago/ Marlene Madison: Joy Wielkens - Norman Petty/ Ritchie Valens: Joost Claes - presentator Apollo/ Tyrone Jones: Gery Mendes |
| Flashdance                                          | 29 september 2013, Theaters Tilburg, Tilburg        | 26 januari 2014, Parktheater, Eindhoven               | - Alex Owens: Anouk Maas, Rowen Aïda Ben Rabaa - Nick Hurley: Jim Bakkum, Joey Schalker - Hannah Long: Carry Tefsen, Frédérique Sluyterman van Loo - Jimmy Kaminsky: Joey Schalker, Martijn van Voskuijlen - Tes: Marjolein Teepen, , Rowen Aïda Ben Rabaa - Gloria: Jantien Euwe, Jente Slebioda - Kiki: Rubiën Florens Vyent, Fenna Ramos - Ms Wilde & Louise: Frédérique Sluyterman van Loo, Melise de Winter - Harry & Joe: Simon Zwiers, Martijn van Voskuijlen - Andy: Martijn van Voskuijlen, Javan Hoen - CC: Gery Mendez, Joren Lefebvre |
| Sonneveld                                           | 27 oktober 2013, Stadsschouwburg Utrecht, Utrecht   | 25 april 2014, Stadsschouwburg Utrecht, Utrecht       | - Wim Sonneveld: Tony Neef - Conny Stuart: Mariska van Kolck - Liftster: Cindy Bell - Huub Janssen: Jan Elbertse - Friso Wiegersma: Thomas Cammaert, Job Bovelander - Joantine Sonneveld: Sandra Jonkman |
| De Kleine Blonde Dood                               | 9 december 2013, Koninklijke Schouwburg, Den Haag   | 24 maart 2014, Koninklijk Theater Carré, Amsterdam    | - Boudewijn: William Spaaij - Micky: Davy Gomez, Jannes Heuvelmans, Stijn van der Plas, Jelle Stout - Mieke: Marjolein Teepen - Rainer: Frans van Deursen - Fleur: Margreet Boersbroek |
| Dreamgirls                                          | 28 september 2014, Nieuwe Luxor Theater, Rotterdam  | 5 juli 2015, DeLaMar Theater, Amsterdam               | - Effie White: Berget Lewis, Gitty Pregers - Deena Jones: Pearl Jozefzoon, Carolina Dijkhuizen, Tjindjara Metschendorp - Lorrell Robinson: Aïcha Gill, Belinda van der Stoep - Curtis Taylor Jr.: Edwin Jonker, Urvin Monte - C.C. White: David Goncalves - Jimmy T. Early: Clayton Peroti - Marty Madison: Jerrel Houtsnee - Michelle: Rubiën Florens Vyent, Fenna Ramos |
| The Sound of Music                                  | 23 november 2014, Theater aan de Parade, Den Bosch  | 23 augustus 2015, Koninklijk Theater Carré, Amsterdam | - Maria Rainer: Anouk Maas, Sanne den Besten - Kapitein Georg von Trapp: Ad Knippels, Hans Lemmen - Liesl von Trapp: Vajèn van den Bosch, Lotte Stevens - Max Dettweiler: Tony Neef, Rein Kolpa, Armand Pol - Elsa Schraeder: Cindy Bell, Ellen Evers, Dorien Rozendaal - Rolf Grüber: Martijn Vogel, Brent Pannier - Moeder Overste: Maaike Widdershoven, Saskia Schäfer |
| Een Avond met Dorus                                 | 8 december 2014, Goudse Schouwburg, Gouda           | 13 april 2015, Markant, Uden                          | - Dorus/Tom Manders: Henk Poort - Kees Manders: Johnny Kraaijkamp - Cor Stijn: Marco Braam |

## Muziektheater
| Productie                                                     | Première                                           | Laatste voorstelling                               | Cast |
| ------------------------------------------------------------- | -------------------------------------------------- | -------------------------------------------------- | --- |
| Van Shaffy tot Piaf                                           | 2001                                               | 2002                                               | - Liesbeth List                                                                                          |
| Dichter Bij Liesbeth                                          | 2005                                               | 2005                                               | - Liesbeth List - afwisselend: Albert Verlinde, Bastiaan Ragas, Beau van Erven Dorens, Antonie Kamerling |
| Mijn Naam is Michael (Tribute-productie voor Michael Jackson) | 2010                                               | 2010                                               | |
| Ik zou je het liefste in een doosje willen doen               | 6 februari 2011                                    | 2011                                               | - Frans Mulder - Sandra Reemer - Daphne Flint - Ron Link - Esmée van Kampen - Marco Braam                |
| Simply the Best: Ruth Jacott                                  | 21 februari 2011, Theater aan de Parade, Den Bosch | 8 juni 2011, Schouwburg Venray, Venray             | - Ruth Jacott                                                                                            |
| Ederveenzaamheid                                              | 3 november 2011, De Kleine Komedie, Amsterdam      | 14 november 2012, DeLaMar Theater, Amsterdam       | - Arjan Ederveen                                                                                         |
| So You Think You Can Dance, Live in het theater               | januari 2012/ januari 2013/ januari 2014           | 31 januari 2012/ februari 2013/ februari 2014      | o.a. finalisten uit de gelijknamige televisieshows                                                       |
| LA The Voices: Because We Believe                             | 25 januari 2012, Theater De Tamboer, Hoogeveen     | 12 maart 2012, Theaterhotel De Oranjerie, Roermond | - LA The Voices: Gordon, Remko Harms, Richy Brown, Roy van den Akker en Peter William Strykes            |
| 70 jaar Liesbeth                                              | 20 maart 2012, Koninklijke Schouwburg, Den Haag    | 24 januari 2013, Agora Theater, Lelystad           | - Liesbeth List                                                                                          |
| Ruth Jacott - A Lady On Stage                                 | 14 januari 2013, Theaters Tilburg, Tilburg         | 31 mei 2013, Nieuwe Luxor Theater, Rotterdam       | - Ruth Jacott                                                                                            |

## Toneelstukken
| Productie                                                                         | Première                                            | Laatste voorstelling                                    | Cast |
| --------------------------------------------------------------------------------- | --------------------------------------------------- | ------------------------------------------------------- | --- |
| Blijvend Applaus!                                                                 | 2001                                                | 2002                                                    | - Cecily: Caroline Kaart - Reginald Paget: Huib Rooymans - Allard van der Scheer - Rick Nicolet |
| Tel uit je winst                                                                  | november 2002                                       | april 2003                                              | - Harrie Vermeulen: Jon van Eerd - Carla Vermeulen: Inge Ipenburg - Betty: Marjolein Algera - Joost: Laus Steenbeeke - Inspecteur de Boer: Filip Bolluyt - Inspecteur van Manen: Istvan Hitzelberger - Sjaan: Maja van den Broecke |
| Hoofd in de Wolken                                                                | 2003                                                | 2004                                                    | - Johnny Kraaijkamp jr. - Laus Steenbeeke |
| De tante van Charlie                                                              | 2004                                                | 2005                                                    | - Jacob Brasschaet: Jon van Eerd - Donna Lucia d'Alvadorez: Pamela Teves - Kolonel Everard van Aerdenhout: Huib Rooymans - Olivier Heemstede: Maarten Wansink - Ella Verhage: Marjolein Algera - Charles Weijckerham: Dieter Jansen - Rogier van Aerdenhout: Vincent Moes - Celine Heemstede: Nienke van Hassel - Eline Heemstede: Cindy Holstege                                                                                |
| Een rits te ver                                                                   | 31 oktober 2005, Theater aan de Parade, Den Bosch   | 2006                                                    | - Harry Vermeulen: Jon van Eerd - Lies Vermeulen: Nienke van Hassel - Maya Hak: Pamela Teves, Hilke Bierman, Marjolijn Touw - Karin van Kralingen: Marjolein Algera - Lang Leng Hop: Lucie de Lange - Norbert Leis: Bram Bart - Jasper Leis: Koen Iking - Eline Heemstede: Cindy Holstege |
| Dubbel Op                                                                         | 2006                                                | 2007                                                    | - Harrie Vermeulen/Hector Vermeulen: Jon van Eerd - Valerie Kreukwijk: Lucie de Lange - Kolonel Everard van Aerdenhout: Huib Rooymans - Mieke de Kring: Marjolein Algera - Jacques de Kring: Han Oldigs - Tanja Bril: Esther Roord - Dennie Klein: Rolf Koster |
| Steel Magnolias                                                                   | 25 maart 2007, Schouwburg Het Park, Hoorn           | 11 juni 2007, Koninklijk Theater Carré, Amsterdam       | - Nelly Frijda - Renée Soutendijk - Karin Bloemen - Caro Lenssen - Diana Dobbelman - Sylvia Hoeks |
| Moeders Mooiste (The Beauty Queen of Leenane) (i.s.m. De Utrechtse Spelen)        | 9 maart 2009, Stadsschouwburg, Haarlem              | 2009                                                    | - Nelly Frijda - Annick Boer - Waldemar Torenstra - Teun Luijkx |
| De gelukkige huisvrouw (The Beauty Queen of Leenane) (i.s.m. De Utrechtse Spelen) | 7 december 2009, Goudse Schouwburg, Gouda           | 2010                                                    | - Lea: Isa Hoes - Harry: Ruben Lürsen - Beau van Kooten Marc Klein Essink - Lea’s moeder Henriëtte: Marie Louise Stheins - Zus Birgit: Anne Lamsvelt |
| Augustus: Oklahoma (i.s.m. De Utrechtse Spelen)                                   | 1 mei 2011, Stadsschouwburg Utrecht, Utrecht        | 18 december 2011, Stadsschouwburg Groningen, Groningen  | - Beverly Weston: Dries Smits - Violet Weston: Ria Eimers - Barbara Fordham: Marie Louise Stheins - Bill Fordham: Peter Blok - Jean Fordham: Merle Minjon - Ivy Weston: Tjitske Reidinga - Karen Weston: Roos Ouwehand - Mattie Fae Aiken: Loes Luca - Charlie Aiken: Peter Bolhuis - Little Charlie Aiken: Martijn Fischer - Johnna Monevata: Noah Blindenburg - Steve Heidebrecht: Tom de Ket - Deon Gilbeau: Hilbert Dijkstra |
| When Harry Met Sally                                                              | 12 september 2011, Goudse Schouwburg, Gouda         | 31 januari 2012, Schouwburg De Nieuwe Doelen, Gorinchem | - Sally: Isa Hoes - Harry: Daniël Boissevain - Jules, e.a.: Ad Knippels - Maria, e.a.: Sytske van der Ster - Jan Willem, e.a.: Rein Hofman - Hélène, e.a.: Margreet Boersbroek |
| Agnes van God                                                                     | 15 september 2014, Koninklijke Schouwburg, Den Haag | 31 januari 2015                                         | - Moeder Overste: Willeke van Ammelrooy - Agnes: Noortje Herlaar - Dokter Martha Barentz: Eva van de Wijdeven |

## Televisie
- De weg naar Fame (RTL 4, 2007)
- Op zoek naar Maria (VTM, 2009)
- My Name is Michael (RTL 4 en VTM, 2010)